# راحةالصدور
راحة الصدور و آیة السرور یا به‌طور خلاصه راحةالصدور کتابی‌است در تاریخ آل سلجوق به قلم محمد بن علی بن سلیمان راوندی ملقب به ابن راوندی. تألیف کتاب در سال ۵۹۹ (قمری) قمری آغاز شده و در سال ۶۰۳ (قمری) به انجام رسیده‌است. این کتاب از جهت اشتمال بر اطلاعات فراوان تاریخی و اجتماعی و هم از لحاظ سلاست انشاء در شمار معتبرترین و سودمندترین کتب فارسی پیش از حملهٔ مغول به‌شمار می‌رود.
راوندی در این کتاب پس از مقدمه وارد تحقیق و بحث در دولت سلجوقیان شده و کار آنان را از ابتدا تا پایان کار سنجر به تفضیل آورده‌است.

## موضوع کتاب
موضوع کتاب راحة الصدور تاریخ سلاجقه عراق عجم است و شامل دیباچه‌ای مشتمل بر حمد خدا، نعت رسول وستایش خلفا و همچنین ابوحنیفه کوفی که راوندی پیرو مذهب او بوده بعد به مدح شافعی و سپس کیخسرو پرداخته، در ادامه احوال خود و خاندانش و سبب تألیف کتاب را ذکر می‌کند و بعد از این مقدمات طولانی، به تاریخ سلطنت سلجوقیان از رکن‌الدین ابوطالب طغرل بیک محمد بن میکائیل بن سلجوق، با اشاره به احوال سلجوقیان در مقابله با محمود غزنوی و علل خروجشان بر مسعود، تا پایان سلطنت طغرل بن ارسلان می‌پردازد و در پایان سیمای جامعه عراق را در زمان خوارزمشاهیان تصویر می‌نماید. به علاوه این کتاب شامل یک ویژگی بارز نیز می‌شود و آن اینکه از اتابکان عراق و آذربایجان نیز سخن به میان آمده‌است که به اهمیت مداقه در این کتاب افزوده. آخر کتاب هم شامل پاره‌ای فصول ضمیمه است در موضوعات مختلف که با موضوع کتاب دور و بی مناسبت به نظر می‌رسد چنان‌که فصل‌هایی را در آداب منادمت، شطرنج، شراب، مسابقه و تیراندازی و شکار و فصلی با عنوان «فی معرفة اصول الخط من الدائرة و النقط» و فصلی دیگر با نام «فی الغالب و مغلوب» بی هیچ ربطی اضافه نموده‌است.

## ویژگی متنی
اگر چه متن این کتاب از متون فاخر شمرده شده و از آن در میان شاهکارهای نثر فارسی نام برده شده‌است اما راوندی از اشعار و امثال فارسی و عربی، احادیث، کلمات قصار و مواعظ حکما و برخی از قصاید خود در مدح کیخسرو در بسیاری جاها بدون مناسبت استفاده کرده چنان‌که این اطاله کلام در پند واندرز رشته حکایت تاریخی را قطع می‌کنند. به نظر می‌رسد دلیل این تکلف در نثر کتاب، ویژگی‌های نثرنویسی دوران مؤلف بوده باشد چنان‌که در دوره سلجوقیان و پس از آن، نثر نویسان با تأثیرپذیری از آراستگی سبک عراقی که بر اثر تفوق جویی دانش آموختگان مدارس در مقابل سادگی سبک خراسانی به وجود آمده بود دست به صنعت پردازی ادیبانه می‌زدند، راوندی نیز به همین منوال در نثر راحة الصدور با وجود اینکه که موضوعی تاریخی دارد، متکلفانه و مصنوع سخن گفته‌است. همین تطاول و اضافات بی‌مناسبت سبب شده تا با وجود اینکه راوندی مؤکداً خواسته که کتاب خلاصه نشود، این کتاب دو بار به صورت شایسته‌ای با حذف اضافات به اختصار درآمده. بار اول در رساله‌ای با نام رساله در تاریخ سلجوقیه که اختصارکننده و تاریخ اختصار آن معلوم نیست در پایان کتاب تاریخ جهانگشای جوینی به تصحیح محمد قزوینی به چاپ رسیده و بار دوم به صورت کتاب العراضة فی الحکایة السلجوقیه که محمد بن محمد بن عبدالله بن النظام الحسینی یزدی (متوفی ۷۴۳ه) وزیر سلطان ابوسعید بهادر خان، آخرین پادشاه مغول ایران (۷۱۷–۷۳۶ه‍. ق) در حدود سال ۷۱۱ آن را تلخیص نموده.
در زمان سلطان مراد ثانی پادشاه معروف عثمانی کتاب راحة الصدور به زبان ترکی ترجمه شد که نسخه‌هایی از آن در لیدن و موزه آسیایی لنینگراد موجود است. این کتاب برای اولین بار توسط محمد اقبال پیشاوری معلم مدرسه شرق لندن تصحیح شد و همراه با مقدمه عالمانه‌ای از او به زبان انگلیسی با تلاش و اضافات مجتبی مینوی شامل حواشی، فهارس و توضیحات بسیار مفید او در سال ۱۳۳۳ در تهران به چاپ رسید.

## موضوع انتحال
درحالیکه کلود کاهن استاد تاریخ شرق و سرزمین‌های اسلامی دانشگاه پاریس، کتاب راوندی و سلجوقنامه ظهیرالدین نیشابوری (م ۵۹۹ ه‍. ق) را مستقیم یا غیر مستقیم تنها منبع ضروری برای نویسندگان تاریخ سلاجقه که تاریخ سلجوقیان و تا حدی سلاجقه آسیای صغیر را بیان می‌کنند، می‌داند لیکن میرزا اسماعیل خان افشار حمید الملک در سال ۱۳۱۳ با سلسله مقالاتی این نظریه را پیش‌کشید که این کتاب تنها یک انتحال و راوندی جز یک منتحل نبوده است. همچنان‌که یان ریپکا و عبدالحسین نوایی نیز بر همین عقیده بوده‌اند و برخی دیگر نیز بدون تصریح به انتحال فقط به تأثیرپذیری و وامداری از سلجوقنامه اذعان دارند. زرین کوب نیز با اذعان به این تأثیرپذیری، چنین امری را اجتناب ناپذیر و طبیعی دانسته و آن را امری عادی در خلق آثار ادبی به‌شمار آورده.
خود راوندی نیز در راحة الصدور به سلجوقنامه اشاره کرده ولی صریحاً به اختصار آن اعتراف نکرده که این نشان می‌دهد که او از وجود این کتاب آگاه بوده و سلجوقنامه در زمان تألیف راحة الصدور به صورت کتابی مستقل در دسترس راوندی بوده که این موضوع این تردید را پدیدمی‌آورد که او احتمالاً قصد جعل کتابی جدید و انتحال را نداشته بلکه با اقتباس از سلجوقنامه خواسته کتابی را با طبع ادبی خود که کامل‌کننده سلجوقنامه در تاریخ سلجوقیان باشد، تهیه کند. از طرف دیگر با قبول اینکه راحة الصدور کتابی مجعول و به عبارت صحیح‌تر منتحل از کتاب سلجوقنامه است می‌توان به چراییِ ضعفِ برخی از بخش‌های متن کتاب در مقابل قدرت بخش‌های دیگر پی برد؛ چرا که در راحه الصدور بخش‌های گرفته شده از سلجوقنامه دارای فخامتی ادبی است و بخش‌های اضافه شده توسط راوندی به دلیل ضعیف بودن با آن‌ها هم‌خوانی ندارد از سوی دیگر بی مناسبت بودن امثال نیز بر عدم تبحر راوندی صحه می‌گذارد مضاف بر اینکه اشتباهاتی در ذکر سال وقایع نیز در متن راوندی دیده می‌شود. برخی پژوهش‌ها نیز با مقابله متن این کتاب با آثاری چون ذخیره خوارزمشاهی، کلیله و دمنه و سندبادنامهبر انتحال بودن این اثر سخت اصرار دارند.
با توجه به این نکات می‌توان به این نتیجه رسید که کتاب راحة الصدور به لحاظ برخی ویژگی‌ها، از جمله ادامه یافتن بعد از مرگ ظهیرالدین نیشابوری و ثبت وقایع دوره طغرل سوم و سلاجقه آسیای صغیر اهمیت تاریخی می‌یابد و به دلیل قلت منابع این دوره و فخامت کلی متن به عنوان یکی از منابع تاریخی دوره سلجوقیان درتحقیقات جدید مورد استفاده قرار گرفته و از همین رو است که با وجود داشتن اثر مهم ظهیری نیشابوری دربارهٔ سلجوقیان در میان آثار قدما تا زمان متأخر و تا شروع تحقیقات جدید نامی از راوندی و کتابش نمی‌توان یافت و منبع تمام تألیفات قدیمی دربارهٔ دوره سلجوقیان به دیگر کتب تاریخی این دوره به خصوص سلجوقنامه برمی گردد. این نظر از آنجا نشأت گرفته که برای اولین بار مستشرقی به نام شارل شفر در یکی از مجلدات منتخبات فارسی خود در تاریخ آن سلجوق از کتاب راحة الصدور نام برد و قبل از آن مطلقاً نامی از این کتاب نبوده و بعد از آن و طی تحقیقات معاصر مورد توجه قرار گرفته‌است بنابراین اشتباه اصیل دانستن کتاب «راحة الصدور» در طی تحقیقات معاصر و جدید صورت گرفته و چنان‌که آمد منبع این اشتباه نیز در همین دوران بوده. به هر جهت کتاب دارای اطلاعاتی کامل تر از «سلجوقنامه» است. به عنوان مثال «راحة الصدور» اطلاعات مفیدی از دوران حکومت‌های زودگذر ممالیک در همدان به دست می‌دهد که به آن به عنوان یک مکمل برای منابع دوره سلجوقی و بخصوص سلجوقنامه، اهمیت ویژه‌ای می‌دهد.

## اهمیت راحة الصدور
اما صرف نظر از حواشی تاریخی پیرامون پدید آمدن و پدیدآور کتاب راحة الصدور، می‌توان ویژگی‌ها و مختصاتی را در توصیف این کتاب برشمرد. اول اینکه راوندی پس از ذکرنام و القاب هر پادشاه ابتدا به توصیف شمائل و سیمای آن پادشاه از نظر ظاهری پرداخته و بعضاً مدت عمر و سلطنت او را نیز ذکر می‌کند. او قبل از پرداختن به وقایع سلطنت هر پادشاه به توصیف اخلاق و افعال و احصاء وزرا و حجاب او می‌پردازد. از لحاظ تاریخ ادبیات نیز این کتاب اطلاعات ذی‌قیمتی به دست می‌دهد چرا که در میان اشعار فراوانی که بخصوص از فردوسی در میان داستان‌ها ذکر شده، اشعاری از بعضی شعرای قرن ششم مانند علاء الدوله عربشاه و فرزندانش، عبادی، عمالی، انوری، سید حسن غزنوی، مجیر بیلقانی و اثیر اخسیکتی بیان می‌کند که یا دیوان آن‌ها از بین رفته یا اطلاعات زیادی از آن‌ها در دست نیست مضاف بر اینکه در ترجمه احادیث، امثال و اشعار عربی به شکلی شایسته، مطلوب، موجز و شیوا به فارسی برگردانده شده‌اند.

## راحة الصدور از نگاه بهار
ملک الشعرا بهار راحة الصدور را از بهترین کتب نثر فارسی و در شیوه نثر فنی کلیله و دمنه می‌داند که نثر آن از کلیله و دمنه ساده‌تر و مشکلات تازی در آن کمتر دیده می‌شود و موازنه و قرینه‌سازی مگر در موارد خاص به ندرت در آن به کار رفته. در انتخاب اشعار و آیات بسیاردقت شده و راوندی قصاید کاملی از شعرای هم عصر خود ذکر نموده. در هر فصل نیز ترجیح‌بندی وجود دارد و شرحی به نثر و یک قصیده در ادامه آن تا مؤلف به این وسیله کتاب را چه در نثر و چه در نظم با ذکر ممدوح خود موشح سازد. راوندی افعال قدیمی را بیشتر از کتب معاصرانش استعمال و از فعل‌های وصفی نیز بسیار استفاده کرده و افعال را در جمله‌های متقاطعه حذف و بنیاد کتاب را به سلاست و روانی استوار نموده‌است. به‌طور کلی نثر راحة الصدور را با توجه به این ویژگی‌های زبانی می‌توان نمونه کاملی از نثر قرن ششم به‌شمار آورد.